# 小芝長之助
小芝長之助（こしば ちょうのすけ、文政12年（1829年） - 大正5年（1916年）9月2日）は、幕末期の幕臣。蝦夷共和国探索役主任および箱館市中取締役。

## 経歴
将軍家御庭番を務めていたが、戊辰戦争が勃発し、慶応4年（1868年）4月11日に江戸城の無血開城が決定すると、憤激のあまり城内に放火して脱走した過激派。
榎本武揚艦隊の蝦夷地渡航に同行し、箱館政権(蝦夷共和国)下では探索役主任と陸軍奉行並土方歳三の管轄である箱館市中取締役を兼任。
土方の戦死の知らせを聞いて、本営五稜郭より一本木関門まで遺体を引き取りに行った。
箱館戦争降伏後、松江藩預かりとなり、明治4年（1871年）4月に赦免。晩年、東京三ノ輪円通寺の墓守として生活していた。
大正元年（1912年）ごろ、日野の土方家を突然訪れ、土方歳三の位牌を目の前にして泣き崩れたと言う。その4年後、死去。享年88。